# Ēriks Kokins
Ēriks Kokins (ur. 11 stycznia 1991 roku w Dyneburgu, ZSRR) – łotewski piłkarz, grający na pozycji prawego skrzydłowego.

## Kariera piłkarska

### Kariera klubowa
Jest wychowankiem drużyny FK Dinaburg. W sezonie 2008 w rundzie zasadniczej zajął z tym zespołem 3. miejsce. Dzięki temu w fazie play-off zagrał w grupie mistrzowskiej, w której uplasowali się na 4. lokacie. W następnym sezonie jego drużyna zgromadziła 49 punktów i z takim dorobkiem zająłby 4. miejsce. Jednak 5 października 2009 roku Łotewska Federacja Piłkarska zadecydowała o wykluczeniu FK Dinaburg z Virslīgi w związku ze skandalem dotyczącym zamieszania prezesa klubu i trenera drużyny w ustawianie wyników meczów. Ostatecznie kluby Daugava Daugavpils i FK Dinaburg połączyły się i od nowego sezonu drużyna występowała pod tą pierwszą nazwą. W związku z tym Ēriks Kokins automatycznie stał się zawodnikiem zespołu Daugava Daugavpils. W wyniku powiększenia ligi z 8 do 10 ekip jego zespół (9. drużyna drugiego poziomu rozgrywek) dostał propozycję zajęcia dodatkowego miejsca, którą to ofertę ten klub przyjął.
W sezonie 2010 uplasował się z drużyną na 4. pozycji. 1 marca 2011 roku został wypożyczony do klubu FB Gulbene, który ówcześnie występował w Virslīdze. W sezonie 2011 jego zespół zajął 7. lokatę. Jednak on sam nie dokończył rozgrywek z tą ekipą. 30 czerwca tegoż roku powrócił z wypożyczenia do klubu Daugava Daugavpils. Z tym zespołem sezon 2011 zakończył na 3. lokacie. Dzięki temu mógł wziąć udział w I rundzie kwalifikacyjnej Ligi Europy.
W sezonie 2012 zdobył z tą drużyną mistrzostwo Łotwy. Dzięki temu jego zespół zakwalifikował się do II rundy eliminacyjnej Ligi Mistrzów. 1 marca 2013 roku zawodnik został wypożyczony do klubu Ilūkstes NSS, który wówczas występował w Virslīdze. W sezonie 2013 jego drużyna zajęła, ostatnią, 10. pozycję i spadła do 1. līgi. 1 stycznia 2014 roku powrócił z wypożyczenia do swojego macierzystego klubu. W następnym sezonie jego drużyna uplasowała się na 5. lokacie. 1 marca 2015 roku przeszedł na zasadzie wolnego transferu do klubu BFC Daugavpils.
Nie ma informacji o tym do kiedy wiąże go umowa z klubem BFC Daugavpils.

### Kariera reprezentacyjna
Ēriks Kokins wystąpił w trzech meczach reprezentacji Łotwy U-21 oraz w jednym spotkaniu rezerwowej seniorskiej reprezentacji Łotwy.

## Sukcesy i odznaczenia
- Mistrzostwo Łotwy (1 raz): 2012[9]